# Nogometno prvenstvo Bosne i Hercegovine – 5. ligaški rang 2024./25.
Ljestvice i sastavi liga petog stupnja nogometnog prvenstva Bosne i Hercegovine u sezoni 2024./25. 

## Federacija BiH

### 2. ŽNL Posavina
Uključuje i klubove s područja Tuzlanske županije i Brčko Distrikta.
| mj. | klub                              | ut. | pob. | ner. | por. | gol+ | gol- | bod |
| --- | --------------------------------- | --- | ---- | ---- | ---- | ---- | ---- | --- |
| 1.  | GFK Brčko                         | 16  | 15   | 0    | 1    | 53   | 10   | 45  |
| 2.  | Mladost Sibovac                   | 16  | 11   | 0    | 5    | 47   | 26   | 33  |
| 3.  | Mladost Vidovice                  | 16  | 6    | 2    | 8    | 32   | 37   | 20  |
| 4.  | Napredak Omerbegovača             | 16  | 5    | 3    | 8    | 27   | 40   | 18  |
| 5.  | Posavina Brod 1974 (Brod - Brčko) | 16  | 0    | 1    | 15   | 16   | 62   | 1   |

 Izvori: 

 sofascore.com 

 posavinasport.com 

 posavinasport.com, wayback 

## Vanjske poveznice
- (engl.) sofascore.com, Football -> Bosnia & Herzegovina Amateur